# 國民聯盟 (葡萄牙)
國民聯盟（葡萄牙語：União Nacional），於1970年改名為人民國民行動（Acção Nacional Popular）。在新國家時期（1933年-1974年）是葡萄牙唯一的合法政黨及執政黨。在意識形態上，國民聯盟是一個獨裁及社團主義的政黨，它是以薩拉查為領袖在葡萄牙國會中取得全部席位，而不像大部份一黨專政的政權只佔國會的多數席位，而全國總工會更是政府的政治部門。

## 歷史

### 國民聯盟的形成、茁壯、獨大和長期執政（1930年-1974年）

#### 戰前（1930年-1939年）
1930年1月21日，多明戈斯·德·科斯塔·奧利維拉出任總理，自此開始國民聯盟對葡萄牙長達近44年的管治。1932年7月5日，在世界經濟大恐慌的情況之際，薩拉查出任總理，以應付財政危機。次年制定新憲法，新憲法由律師，商人，教士和大學教授起草，憲法建立的新國家體制，在理論上代表利益主義國家團體而不是個人。建立其带法西斯性质的新國家體制（Estado Novo），以上帝、祖國與家庭為政權號召標語，並鎮壓葡萄牙共產黨及其他反对派，簽署反共宣言，擴大並鞏固海外殖民地，並且建立葡萄牙青年团（Mocidade Portuguesa）與国家军团（Legião Nacional），仿效意大利總理墨索里尼的黑衫隊進行軍隊訓練。

#### 第二次世界大戰（1939年-1945年）
薩拉查不但承認西班牙的佛朗哥法西斯軍事獨裁政權，並於第二次世界大戰中保持中立，一方面提供亞速尔群島作為同盟國的基地，另一方面又亲近轴心国集团，因此維持及鞏固了自身的法西斯獨裁統治。英國戰略家坎貝爾認為葡萄牙保持中立國的地位是因為「必須保持西班牙進入戰爭的軸心國一方」。坎貝爾又認為薩拉查支持英葡聯盟，例子是當1943年8月時，英國要求提供亞速尔群島作為軍事基地時，薩拉查就立刻允許英國使用亞速爾群島的奧爾塔（位於法亞爾島）和蓬塔德爾加達（位於聖米格爾島）。

#### 戰後（1945年-1961年）
二戰後，薩拉查一方面於國內整合原有的國家安全與情報警察, 建立國家安全警備處，並且依靠該機構實施白色恐怖、維持獨裁統治及反共政策，另一方面反對葡萄牙殖民地獨立並鎮壓起義，並領導葡萄牙加入英美主導的北約。薩拉查所建立的法西斯性质的官僚獨裁，為法西斯軍事獨裁政體中較為特別的。

#### 葡萄牙殖民地戰爭（1961年-1974年）
第二次世界大戰後，很多歐洲國家紛紛自願或被迫放棄其殖民地。葡萄牙的萨拉查極右派政權卻拒絕放棄其殖民地，因此它仍然維持著龐大的殖民帝國。葡萄牙嘗試抵抗殖民地發起的非殖民地化浪潮，並因此爆發了殖民戰爭（1961年-1974年）。長久的戰爭和龐大的軍費令萨拉查政權失去了很多葡萄牙人民特別是中下級軍官的支持。
1968年9月28日，薩拉查因中風而無法處理公事，他便被指定馬爾塞洛·達斯內維斯·阿爾維斯·卡丹奴出任總理，在卡丹奴上任後，他仍延續薩拉查的法西斯政權的統治。

### 康乃馨革命、結束執政及解散（1974年）
1974年4月25日，葡萄牙發生革命，中下級軍官組成了「武裝部隊運動」（简称MFA），於1974年4月25日在里斯本發起政變，期間並有很多平民自發參與。在政变期间，军人以手持康乃馨花来代替步槍，康乃馨革命便由此而来。此革命推翻了20世纪西欧为期最长的独裁政权（44年），而左派將領發動的康乃馨革命迫使卡丹奴辭職，於翌日被放逐至馬德拉群島，數天後流亡至巴西定居，從此未再返國，國民聯盟亦隨之宣佈解散。之后引发了两年混乱的「过渡时期」，政府更替頻繁，10年內更換15個總理。此後政府宣佈實行非殖民化政策，放棄所有海外殖民地，導致世界上的葡萄牙殖民地紛紛脫離葡國的統治獨立（除澳門外）。然而前殖民地莫桑比克、安哥拉獨立後即爆發多年内戰，葡萄牙被迫收容多達100萬的葡裔難民（在葡萄牙称之为「歸僑」Retornados）。

## 歷任領導人
| 任次 | 任次 | 人次                                                                                      | 領導人                                                                  | 領導人 | 任職日期 | 離職日期      | 總理任期      |
| ---- | ---- | ----------------------------------------------------------------------------------------- | ----------------------------------------------------------------------- | ------ | -------- | ------------- | ------------- |
|      | 1    | 1                                                                                         | 安東尼奧·德·奧利維拉·薩拉查 António de Oliveira Salazar (1889年-1970年) |        | 1930年   | 1968年        | 1932年-1968年 |
| 2    | 2    | 馬爾塞洛·達斯內維斯·阿爾維斯·卡丹奴 Marcello José das Neves Alves Caetano (1906年-1980年) |                                                                         | 1968年 | 1974年   | 1968年-1974年 |               |

## 選舉
| 選舉   | 领导人                              | 得票      | 得票比例 | 議席     | 議席      | +/-     | +/-  |
| ------ | ----------------------------------- | --------- | -------- | -------- | --------- | ------- | ---- |
| 1934年 | 安東尼奧·德·奧利維拉·薩拉查         | 476,706   | 100%     | 100 (#1) | 100 / 100 | ▲100%   | ▲100 |
| 1938年 | 安東尼奧·德·奧利維拉·薩拉查         | 694,290   | 100%     | 100 (#1) | 100 / 100 | ━ 0.0%  | ━ 0  |
| 1942年 | 安東尼奧·德·奧利維拉·薩拉查         | 758,215   | 100%     | 100 (#1) | 100 / 100 | ━ 0.0%  | ━ 0  |
| 1945年 | 安東尼奧·德·奧利維拉·薩拉查         | 489,133   | 100%     | 120 (#1) | 120 / 120 | ━ 0.0%  | ▲20  |
| 1953年 | 安東尼奧·德·奧利維拉·薩拉查         | 845,281   | 100%     | 120 (#1) | 120 / 120 | ━ 0.0%  | ━ 0  |
| 1957年 | 安東尼奧·德·奧利維拉·薩拉查         | 911,618   | 100%     | 120 (#1) | 120 / 120 | ━ 0.0%  | ━ 0  |
| 1961年 | 安東尼奧·德·奧利維拉·薩拉查         | 973,997   | 100%     | 130 (#1) | 130 / 130 | ━ 0.0%  | ▲10  |
| 1965年 | 安東尼奧·德·奧利維拉·薩拉查         | 998,542   | 100%     | 130 (#1) | 130 / 130 | ━ 0.0%  | ━ 0  |
| 1969年 | 馬爾塞洛·達斯內維斯·阿爾維斯·卡丹奴 | 981,263   | 87.99%   | 130 (#1) | 130 / 130 | ▼12.01% | ━ 0  |
| 1973年 | 馬爾塞洛·達斯內維斯·阿爾維斯·卡丹奴 | 1,393,294 | 100%     | 150 (#1) | 150 / 150 | ▲12.01% | ▲20  |